# Павлин, Миран
Ми́ран Па́влин (словен. Miran Pavlin; 8 октября 1971, Крань, СФРЮ) — словенский футболист, полузащитник. Участник Евро 2000 и ЧМ 2002 в составе сборной Словении.

## Клубная карьера
Свою футбольную карьеру Миран начал в клубе «Супернова». В 1993 году перешёл в «Олимпию» из Любляны, за которую выступал на протяжении трёх сезонов. В 1996 году продолжил карьеру за рубежом, где выступал за немецкие «Динамо», «Фрайбург» и «Карлсруэ», а также португальский «Порту». после вернулся обратно, в «Олимпию», но сыграв только 6 матчей в сезоне 2002/03, отправился на Кипр, где выступал за «Олимпиакос» из Никосии и «АПОЭЛ». В 2005 году в третий раз перешёл в «Олимпию», за которую играл до 2009 года и забил 34 мяча в 64 матчах. С 2009 года Павлин выступает за «Копер».

## Международная карьера
В национальной сборной дебютировал 23 марта 1994 года в матче против сборной Македонии (2-0). Участник Евро 2000 и ЧМ 2002. На Евро 2000 забил один гол в матче против команды Югославии. Всего за сборную Словении провёл 63 матча и забил 5 мячей.

### Голы за сборную
Счёт и результат для Словении показан первым.
| #  | Дата            | Место                                      | Соперник  | Счёт | Результат | Соревнование      |
| -- | --------------- | ------------------------------------------ | --------- | ---- | --------- | ----------------- |
| 1. | 17 ноября 1999  | НСК Олимпийский, Киев, Украина             | Украина   | 1:1  | 1:1       | ОЧЕ               |
| 2. | 23 февраля 2000 | Султан Кабуз, Маскат, Оман                 | Оман      | 1:0  | 4:0       | Товарищеский матч |
| 3. | 13 июня 2000    | Стад дю Пэи де Шарлеруа, Шарлеруа, Бельгия | Югославия | 2:0  | 3:3       | ЧЕ                |
| 4. | 16 августа 2000 | Базалы, Острава, Чехия                     | Чехия     | 1:0  | 1:0       | Товарищеский матч |
| 5. | 17 апреля 2002  | Бежиград, Любляна, Словения                | Тунис     | 1:0  | 1:0       | Товарищеский матч |

## Стиль игры
С равным успехом играл как на позиции опорника, так и атакующего полузащитника.

## Достижения
«Олимпия» (Любляна)
- Чемпион Словении (3): 1992/93, 1993/94, 1994/95
- Обладатель Кубка Словении (2): 1993, 1996

«Порту»
- Обладатель Кубка Португалии: 2001